# André Darrigade
André Darrigade, nascido a 24 de abril de 1929 em Narrosse para perto de Dax em Landas, é um ciclista francês já retirado. Profissional de 1951 a 1966, venceu o Campeonato mundial de ciclismo em estrada em 1959. Também ganhou 22 etapas do Tour de France, e o Giro di Lombardia em 1956.

## Biografia
Darrigade conseguiu seus primeiros galões no ciclismo no Velódromo de Hiver em Paris batendo em Seis Dias de Paris ao futuro campeão do mundo do sprint, Antonio Maspes. Participou em quatorze Tour de France, com 22 etapas ganhadas, portando três vezes o maillot amarelo, e ganhando em duas ocasiões o maillot verde.
Foi campeão de France em estrada em 1955, vencedor do Giro di Lombardia em 1956, ganhador dos Seis Dias de Paris em 1957 e 1958 com Jacques Anquetil e Terruzzi, e campeão do mundo em estrada em Zandvoort em 1959.
No Tour de France de 1956, na etapa Luchon-Toulouse, um apertando seguido de uma discussão com o diretor técnico da seleção da França (Marcel Bidot) privou-o da vitória dessa edição.
Um drama ia marcar-lhe de por vida: No Parque dos Príncipes em 1958, durante o sprint final, golpeou o jardineiro do parque, o qual morreu vários dias depois.

## Palmarés
| 1951 - Bordeús-Saintes 1952 - 1 etapa da Paris-Saint-Étienne - 1 etapa do Tour de Argélia 1953 - 1 etapa do Tour de France 1954 - Tour de Picardie, mais 1 etapa 1955 - Campeonato da França em Estrada - 1 etapa do Tour de France - Grande Prêmio de l'Écho d'Alger - 1 etapa dos Três Dias de Amberes 1956 - Giro de Lombardia - Troféu Baracchi (com Rolf Graf) - 1 etapa do Tour de France e Prêmio da Combatividade 1957 - 4 etapas do Tour de France - 1 etapa do Tour di Romandia - 3º no Campeonato Mundial em Estrada 1958 - 1 etapa dos Quatro Dias de Dunquerque - 5 etapas do Tour de France - 3º no Campeonato Mundial em Estrada | 1959 - Campeonato Mundial em Estrada - 2 etapas do Tour de France, mais classificação por pontos - Critérium nacional 1960 - 2 etapas do Tour di Romandia - 1 etapa do Tour de France - 1 etapa do Giro de Itália - 1 etapa da Paris-Nice - 2º no Campeonato Mundial em Estrada - 3º no Campeonato da França em Estrada 1961 - 4 etapas do Tour de France, mais classificação por pontos - 1 etapa da Dauphiné Libéré - 1 etapa da Paris-Nice 1962 - 1 etapa do Tour de France - 1 etapa da Dauphiné Libéré - 1 etapa da Volta ao Levante 1963 - 1 etapa do Tour de France - 1 etapa da Paris-Nice 1964 - Génova-Nice - 1 etapa do Tour de France - 1 etapa da Paris-Nice - 1 etapa da Dauphiné Libéré |

## Resultados nas grandes voltas
| Corrida            | 1952 | 1953 | 1954 | 1955 | 1956 | 1957 | 1958 | 1959 | 1960 | 1961 | 1962 | 1963 | 1964 | 1965 | 1966 |
| ------------------ | ---- | ---- | ---- | ---- | ---- | ---- | ---- | ---- | ---- | ---- | ---- | ---- | ---- | ---- | ---- |
| Giro de Itália     | -    | -    | -    | -    | -    | -    | -    | 42º  | 64º  | -    | -    | -    | -    | -    | -    |
| Tour de France     | -    | 37º  | 49º  | 49º  | 16º  | 27º  | 21º  | 16º  | 16º  | 32º  | 21º  | Ab.  | 66º  | 93º  | 62º  |
| Volta a Espanha    | -    | -    | -    | -    | -    | -    | -    | -    | -    | -    | -    | -    | -    | -    | -    |
| Mundial em Estrada | -    | 17º  | -    | -    | 13º  | 3º   | 3º   | 1º   | 2º   | -    | 16º  | 4º   | -    | -    | -    |